# TBCA
TBCA (англ. Tubulin folding cofactor A) – білок, який кодується однойменним геном, розташованим у людей на короткому плечі 5-ї хромосоми. Довжина поліпептидного ланцюга білка становить 108 амінокислот, а молекулярна маса — 12 855.
| 10         |  | 20         |  | 30         |  | 40         |  | 50         |
| ---------- |  | ---------- |  | ---------- |  | ---------- |  | ---------- |
| MADPRVRQIK |  | IKTGVVKRLV |  | KEKVMYEKEA |  | KQQEEKIEKM |  | RAEDGENYDI |
| KKQAEILQES |  | RMMIPDCQRR |  | LEAAYLDLQR |  | ILENEKDLEE |  | AEEYKEARLV |
| LDSVKLEA   |  |            |  |            |  |            |  |            |

A: Аланін

C: Цистеїн

D: Аспарагінова кислота

E: Глутамінова кислота

G: Гліцин

I: Ізолейцин

K: Лізин

L: Лейцин

M: Метіонін

N: Аспарагін

P: Пролін

Q: Глутамін

R: Аргінін

S: Серин

T: Треонін

V: Валін

Кодований геном білок за функцією належить до шаперонів. 
Задіяний у таких біологічних процесах, як ацетилювання, альтернативний сплайсинг. 
Локалізований у цитоплазмі, цитоскелеті.